# Lotfi Mansouri
Lotfallah „Lotfi“ Mansouri (* 15. Juni 1929 in Teheran; † 30. August 2013 in San Francisco, Kalifornien) war ein US-amerikanischer Operndirektor und -regisseur iranischer Herkunft.

## Leben
Auf Wunsch seines Vaters ging Mansouri an die University of California, Los Angeles (UCLA), um Medizin zu studieren, wurde aber auf Grund seiner Begabung als Sänger bald von Irving Beckman, dem Leiter des Opern-Workshops der Universität entdeckt. Er trat als Statist in einer Inszenierung der Oper Otello der San Francisco Opera auf und erhielt auf Grund seiner äußerlichen Ähnlichkeit mit dem Sänger 1956 die Titelrolle in dem Film The Day I met Caruso.
Kurze Zeit später erhielt er eine Einladung des Los Angeles City College, die Aufführung von Mozarts Così fan tutte zu leiten und wurde auf Grund dessen Assistent Professor an der UCLA. Er erhielt ein Stipendium für eine Ausbildung bei Lotte Lehmann an der Music Academy of the West in Santa Barbara und wurde dort 1959 Assistent von Herbert Graf.
Als Graf 1960 als künstlerischer Direktor an die Zürcher Oper verpflichtet wurde, lud er Mansouri, der in diesem Jahr die amerikanische Staatsbürgerschaft erhielt, ein, ihn als Regisseur zu begleiten. Im ersten Jahr in Zürich leitete er vier große Produktionen: die europäische Erstaufführung der Oper Amahl and the Night Visitors von Gian Carlo Menotti sowie die Verdi-Oper La traviata, Don Pasquale von Donizetti und Samson und Dalila von Saint-Saëns. Von 1965 bis 1976 war Mansouri Regisseur an der Oper von Genf.
Während seines Aufenthaltes in der Schweiz leitete er als Gast auch Aufführungen in Italien (u. a. an der Scala) und den USA (u. a. an der Metropolitan Opera und der Santa Fe Opera). 1971 erhielt er den Auftrag des iranischen Kultusministers, das Opernhaus von Teheran aufzubauen, dessen Bühnenproduktionen er bis 1975 leitete.
1976 wurde Mansouri Generaldirektor der Canadian Opera Company in Toronto, die er zwölf Jahre lang leitete. In der Zeit entstanden mehr als dreißig neue Opernproduktionen, darunter zwölf kanadische Erstaufführungen. Zu nennen sind Bergs Lulu und Wozzeck, Brittens Death in Venice, Wagners Die Meistersinger von Nürnberg und Thomas’ Hamlet. 1983 führte er die Einblendung der englischen Übersetzung fremdsprachiger Operntexte während der Aufführung ein, ein Verfahren, das bald weite Verbreitung in Nordamerika fand.
Von 1988 bis 2001 war Mansouri Generaldirektor der San Francisco Opera. Hier entstanden u. a. Aufführungen von John Adams’ The Death of Klinghoffer (1992), Conrad Susas Dangerous Liaisons (1994), Stewart Wallaces Harvey Milk (1996), André Previns A Streetcar Named Desire (1998) und Jake Heggies Dead Man Walking (2000). In Zusammenarbeit mit der Kirow-Oper wurden Prokofjews Krieg und Frieden, Mussorgskis Boris Godunow, Glinkas Ruslan und Ljudmila, Tschaikowskis Eugen Onegin u. a. aufgeführt. 2005 ehrte ihn die San Francisco Opera mit einem Galakonzert und er erhielt die San Francisco Opera Medal.

## Schriften
- Lotfi Mansouri, An Operatic Life, Autobiographie, Mosaic Press/Stoddart Publishing, 1982